# Manaus
Manaus - grad, 1.158.265 st. (1996.), glavni grad brazilske države Amazonas, smješten na ušću rijeke Rio Negro u Amazonu i okružen džunglom. Manaus je glavni komercijalni i kulturni centar gornje Amazone i važna riječna luka s plovećim dokovima koji primaju i oceanske brodove. Manaus je osnovan 1669. u gigantskom kompleksu šuma i rijeka zapadnog bazena Amazone, u kojemu nema većega grada u radijusu od oko 1.000 kilometara (600 milja). Do kasnog 19. stoljeća njegov razvoj je polagan. Kasnije svoj razvoj zahvaljuje na velikoj međunarodnoj potražnji za gumom. U novije doba porastao je interes za ovaj dio svijeta. Otkrivena je nafta u njegovoj blizini, a na važnosti dobiva i ekološki turizam. Manaus ima međunarodni aerodrom i razvijenu elektroničku i industriju kemijskih proizvoda. Izvozi se brazilski orah i guma. Grad ima i svoju katedralu i operu, zoološke i botaničke vrtove, eko park, regionalni i muzej domorodačkih naroda. Svoje ima dobio je po Manaos Indijancima što su živjeli u njegovoj blizini

## Klima
Manaus se nalazi na Ekvatoru, ima tropsku monsunsku klimu ("Am" prema Köppenovoj klasifikaciji klime).

## Vanjske poveznice
- Manaus  Arhivirana inačica izvorne stranice od 3. veljače 2007. (Wayback Machine)